# Aldehyd cynamonowy
Aldehyd cynamonowy, cynamal – organiczny związek chemiczny z grupy aldehydów. Jest to nienasycony aldehyd występujący w olejkach eterycznych, głównie w olejku cynamonowym. Produkt naturalny ma konfigurację trans. Otrzymuje się go głównie przez destylację z parą wodną z tego olejku. Szybko utlenia się do kwasu cynamonowego. Na drodze syntezy organicznej można go otrzymać w reakcji utleniania alkoholu cynamonowego oraz reakcji kondensacji aldolowej aldehydu benzoesowego z aldehydem octowym:
C
6H
5CHO + CH
3CHO → C
6H
5CH=CHCHO + H
2O
Stosowany jest w perfumerii i przemyśle spożywczym. Cynamal po raz pierwszy opisany został w VIII-wiecznym chińskim tekście medycznym Tang Materia Medica.